# Sophie Elisabeth von Brandenburg
Sophie Elisabeth von Brandenburg (* 1. Februar 1616 in Moritzburg (Halle); † 16. März 1650 im Schloss Altenburg) war eine Prinzessin von Brandenburg und durch Heirat Herzogin von Sachsen-Altenburg.

## Leben
Sophie Elisabeth war das einzige Kind des Markgrafen Christian Wilhelm von Brandenburg (1587–1665) aus dessen erster Ehe mit Dorothea (1596–1643), Tochter des Herzogs Heinrich Julius von Braunschweig-Wolfenbüttel. Die Prinzessin wurde im Schloss Moritzburg in Halle geboren, wo ihr Vater als Administrator des Erzstiftes Magdeburg residierte.
Sie heiratete am 18. September 1638 in Altenburg Herzog Friedrich Wilhelm II. von Sachsen-Altenburg (1603–1669). Die Ehe, als glücklich beschrieben, blieb kinderlos. Die Herzogin beteiligte sich finanziell am Bau der Friedhofskirche in Altenburg.
Sophie Elisabeth ist in der fürstlichen Gruft der Altenburger Brüderkirche bestattet.